# Franz Josef Strauß
Franz Josef Strauß (München, 6 september 1915 - Regensburg, 3 oktober 1988) was een Duits politicus van de CSU.

## Achtergrond
Franz Josef Strauß was het tweede kind van een Münchense slager. In 1935 rondde hij het gymnasium af met het beste examenresultaat in Beieren sinds 1910. Zijn inschrijving aan de universiteit van München werd in eerste instantie afgewezen, omdat Strauß geen lid was van een nationaalsocialistische organisatie. Na bemiddeling van een vroegere leraar en tutor werd hij alsnog toegelaten en begon aan zijn studie. Strauß werd lid van een katholieke studentenvereniging. Vanaf 1939 diende Strauß in de Wehrmacht. Na verwonding door bevriezingen aan het oostfront kreeg hij een officiersfunctie in Beieren.

## Politieke carrière
Aan het eind van de Tweede Wereldoorlog kwam Strauß in Amerikaanse krijgsgevangenschap. Hij werd door de Amerikanen gekwalificeerd als "politiek onbelast" en kreeg een functie als plaatsvervangend Landrat van het toenmalige Landkreis Schongau in Beieren.

### CSU
- In 1945 wordt Strauß lid van de CSU.
- In 1949 wordt hij algemeen secretaris.
- In 1952 wordt hij vicevoorzitter.
- Van 1961 tot zijn dood bleef hij voorzitter.

### Landelijke politiek
Vanaf de oprichting van de Bondsdag in 1949 tot 1978 en korte tijd in 1987 was Strauß lid van de Bondsdag. Vanaf 1949 tot zijn ministerschap was Strauß plaatsvervangend fractievoorzitter van de gecombineerde CDU/CSU-fractie. Na zijn aftreden als minister van Defensie was hij weer plaatsvervangend fractievoorzitter van 1963-1966.
In 1953 werd hij minister zonder portefeuille in het kabinet van Konrad Adenauer. In 1955 werd hij minister van het nieuwe ministerie van Onderwijs en Onderzoek. In 1956 werd hij na Theodor Blank de tweede minister van Defensie van de Bondsrepubliek. Toen de redactie van het weekblad Der Spiegel door de politie doorzocht werd op zoek naar vermoede staatsgeheime informatie beweerde Strauß hiervan niets te weten. Toen de betrokkenheid van Strauß aan het licht kwam ontstond een kabinetscrisis. Strauß kwam hierna niet terug als minister en werd weer plaatsvervangend fractievoorzitter in de Bondsdag.
In het kabinet van de zogenaamde Grote Coalitie met de SPD onder Kurt Georg Kiesinger werd Strauß in december 1966 minister van Financiën. In 1969 nam de CSU geen deel aan de nieuwe regering en kwam Strauß weer in de Bondsdag terecht.

### Optreden na 1969
- In 1975 bezocht Strauß als eerste West-Duitse politicus de Chinese leider Mao Zedong.
- In 1977 bezocht Strauß Chili voor een bezoek aan dictator Augusto Pinochet. Tijdens deze reis ontving hij een eredoctoraat in de rechtsgeleerdheid.
- In 1978 verliet Strauß de Bondsdag en werd op 7 november minister-president van de deelstaat Beieren. Ook was hij in Beieren van 1978 tot zijn dood lid van de Beierse Landdag, het regionale parlement.
- In 1980 was Strauß kanselierskandidaat in de landelijke verkiezingen. Het resultaat was echter slechter dan Helmut Kohl vier jaar eerder had gehaald (44,5 % tegenover 48,6 %).
- In mei 1983 bracht Strauß voor de vijfde maal een bezoek aan Togo in het kader van de vriendschapsband tussen Beieren en het Afrikaanse land. Strauß was bevriend met president Étienne Eyadéma en werd benoemd tot Grootofficier in de Orde van de Mono.[2]
- In de zomer van 1983 regelde Strauß een miljardenkrediet voor de noodlijdende DDR, tot grote verbazing van iedereen, omdat Strauß tot dan toe uitermate vijandig tegenover de DDR stond. In ruil voor het miljardenkrediet, ontmantelde de DDR in de loop van 1984 de schietautomaten aan de Duits-Duitse grens.[bron?]
- In de jaren zestig leverde Duitsland onderzeeboten aan Israël. Strauß was hiervoor als minister van Defensie medeverantwoordelijk. De duikboten waren in het geheim voorzien van kernwapens. Het ging om een miljoenenorder voor de Duitse wapenindustrie. Naar buiten werd dit officieel geheim gehouden. In 2015 publiceerde het Duitse weekblad Der Spiegel hierover.

## Beoordeling van Franz Josef Strauß
Strauß was in Duitsland altijd omstreden. In zijn thuisbasis Beieren werd Strauß op handen gedragen. De CSU heeft in het deelstaatparlement tientallen jaren de absolute meerderheid gehad. Buiten Beieren wist Strauß velen tegen zich in het harnas te jagen. Zijn poging in 1980 om kanselier van Duitsland te worden mislukte mede door de weerstand die hij bij de kiezers buiten Beieren opriep. De jarenlange macht van de CSU leidde ook tot klachten over vriendendiensten en machtsmisbruik. Desondanks heeft in Beieren de positieve kant van Strauß de overhand gehouden. In 1992 werd de nieuwe luchthaven van München naar Franz Josef Strauß vernoemd.
- Bibsys: 90094297
- Bibliothèque nationale de France: cb12059069m (data)
- CiNii: DA04242125
- Gemeinsame Normdatei: 118619063
- International Standard Name Identifier: 0000 0001 2147 7754
- Library of Congress Control Number: n50010949
- Nationale Bibliotheek van Letland: 000058087
- MusicBrainz: 5c3d8715-077c-4af0-99dd-bae29fba8e1f
- National Archives and Records Administration: 10581084
- Nationale Bibliotheek van Tsjechië: jn20000701723
- Nationale bibliotheek van Australië: 35528442
- Nationale Bibliotheek van Israël: 987007581089105171
- Nationale Bibliotheek van Polen: a0000001261307
- Nationale en Universitaire bibliotheek Zagreb: 000576101
- Nederlandse Thesaurus van Auteursnamen: 068383061
- Réseau des bibliothèques de Suisse occidentale: 02-A003869143
- Istituto Centrale per il Catalogo Unico: UFIV089295
- LIBRIS: 233415
- SNAC: w6j53k31
- Système universitaire de documentation: 028837673
- Trove: 985677
- Virtual International Authority File: 110934447
- WorldCat: E39PBJhd77VF4hxFK3M7B6ptrq